# 5168 Jenner
Az 5168 Jenner (ideiglenes jelöléssel 1986 EJ) a Naprendszer kisbolygóövében található aszteroida. Carolyn Shoemaker és Eugene Merle Shoemaker fedezte fel 1986. március 6-án.